# السباحة في الألعاب البارالمبية الصيفية 2024
السباحة لذوي الاحتياجات الخاصة في الألعاب البارالمبية الصيفية 2024 التي تقام في باريس، فرنسا تُجرى بين 29 أغسطس و7 سبتمبر 2024. ستتضمن 71 سباقًا للرجال، 64 سباقًا للسيدات و6 سباقات مختلطة، وهي خمسة سباقات أقل مقارنةً بـ الألعاب البارالمبية الصيفية 2020. تُمنح الميداليات للرياضيين الذين يحققون المراكز الأولى في كل تصنيف الرياضات لذوي الاحتياجات الخاصة.

## التأهل
بدأ التأهيل من 1 أكتوبر 2022 واستمر حتى 31 يناير 2024.

### الدول المتأهلة
- فرنسا البلد المستضيف

## الجدول الزمني
أعلن عن الجدول الزمني للحدث في فبراير 2023.

## جدول الميداليات
*   البلد المضيف ( فرنسا)
| المرتبة | فريق                             | ذهبية | فضية | برونزية | المجموع |
| ------- | -------------------------------- | ----- | ---- | ------- | ------- |
| 1       | الصين                            | 22    | 21   | 11      | 54      |
| 2       | بريطانيا العظمى                  | 18    | 8    | 6       | 32      |
| –       | الرياضيون البارالمبيون المحايدين | 16    | 14   | 11      | 41      |
| 3       | إيطاليا                          | 16    | 6    | 15      | 37      |
| 4       | الولايات المتحدة                 | 10    | 17   | 3       | 30      |
| 5       | أوكرانيا                         | 8     | 15   | 17      | 40      |
| 6       | البرازيل                         | 7     | 9    | 10      | 26      |
| 7       | أستراليا                         | 6     | 8    | 13      | 27      |
| 8       | كندا                             | 5     | 4    | 4       | 13      |
| 9       | هولندا                           | 5     | 3    | 2       | 10      |
| 10      | ألمانيا                          | 4     | 3    | 3       | 10      |
| 11      | اليابان                          | 3     | 3    | 6       | 12      |
| 12      | المجر                            | 3     | 3    | 1       | 7       |
| 13      | فرنسا*                           | 2     | 6    | 6       | 14      |
| 14      | إسبانيا                          | 2     | 4    | 9       | 15      |
| 15      | إسرائيل                          | 2     | 1    | 2       | 5       |
| 16      | تركيا                            | 2     | 0    | 1       | 3       |
| 17      | سنغافورة                         | 2     | 0    | 0       | 2       |
| 17      | بولندا                           | 2     | 0    | 0       | 2       |
| 19      | المكسيك                          | 1     | 3    | 3       | 7       |
| 20      | جمهورية التشيك                   | 1     | 1    | 2       | 4       |
| 21      | سويسرا                           | 1     | 1    | 0       | 2       |
| 21      | اليونان                          | 1     | 1    | 0       | 2       |
| 23      | الأرجنتين                        | 1     | 0    | 1       | 2       |
| 24      | الدنمارك                         | 1     | 0    | 0       | 1       |
| 25      | كولومبيا                         | 0     | 5    | 1       | 6       |
| 26      | أذربيجان                         | 0     | 1    | 3       | 4       |
| 27      | قبرص                             | 0     | 1    | 1       | 2       |
| 27      | هونغ كونغ                        | 0     | 1    | 1       | 2       |
| 27      | جزيرة أيرلندا                    | 0     | 1    | 1       | 2       |
| 30      | كازاخستان                        | 0     | 1    | 0       | 1       |
| 30      | البوسنة والهرسك                  | 0     | 1    | 0       | 1       |
| 32      | تشيلي                            | 0     | 0    | 3       | 3       |
| 33      | النرويج                          | 0     | 0    | 1       | 1       |
| 33      | البرتغال                         | 0     | 0    | 1       | 1       |
| 33      | كرواتيا                          | 0     | 0    | 1       | 1       |
| 33      | أوزبكستان                        | 0     | 0    | 1       | 1       |
| المجموع | المجموع                          | 141   | 142  | 140     | 423     |

## الحائزون على الميداليات

### رجال
حر
| الحدث | الفئة | الذهبية                                       | الفضية                                                | البرونزية                                          |
| ----- | ----- | --------------------------------------------- | ----------------------------------------------------- | -------------------------------------------------- |
| 50 م  | S3    | Umut Ünlü · تركيا                             | Denys Ostapchenko · أوكرانيا                          | Josia Topf · ألمانيا                               |
| 50 م  | S4    | Sebastian Massabie · كندا                     | Takayuki Suzuki · اليابان                             | Ami Omer Dadaon · إسرائيل                          |
| 50 م  | S5    | Guo Jincheng · الصين                          | Yuan Weiyi · الصين                                    | Wang Lichao · الصين                                |
| 50 م  | S7    | Andrii Trusov · أوكرانيا                      | Carlos Serrano Zárate · كولومبيا                      | Egor Efrosinin · الرياضيون البارالمبيون المحايدين  |
| 50 م  | S9    | Simone Barlaam · إيطاليا                      | دينيس تاراسوف · الرياضيون البارالمبيون المحايدين      | Fredrik Solberg · النرويج                          |
| 50 م  | S10   | Thomas Gallagher · أستراليا                   | Phelipe Rodrigues · البرازيل                          | روان كراذرز · أستراليا                             |
| 50 م  | S11   | Keiichi Kimura · اليابان                      | Hua Dongdong · الصين                                  | none awarded (as there was a tie for silver)       |
| 50 م  | S11   | Keiichi Kimura · اليابان                      | Wendell Belarmino · البرازيل                          | none awarded (as there was a tie for silver)       |
| 50 م  | S13   | إيهار بوكي · الرياضيون البارالمبيون المحايدين | Illia Yaremenko · أوكرانيا                            | Oleksii Virchenko · أوكرانيا                       |
| 100 م | S4    | Ami Omer Dadaon · إسرائيل                     | Takayuki Suzuki · اليابان                             | Angel de Jesus Camacho Ramirez · المكسيك           |
| 100 م | S5    | Oleksandr Komarov · أوكرانيا                  | Guo Jincheng · الصين                                  | Kirill Pulver · الرياضيون البارالمبيون المحايدين   |
| 100 م | S6    | Antonio Fantin · إيطاليا                      | Talisson Glock · البرازيل                             | Laurent Chardard · فرنسا                           |
| 100 م | S8    | Callum Simpson · أستراليا                     | Noah Jaffe · الولايات المتحدة                         | Alberto Amodeo · إيطاليا                           |
| 100 م | S10   | Stefano Raimondi · إيطاليا                    | روان كراذرز · أستراليا                                | Thomas Gallagher · أستراليا                        |
| 100 م | S12   | Yaroslav Denysenko · أوكرانيا                 | Maksym Veraksa · أوكرانيا                             | Raman Salei · أذربيجان                             |
| 200 م | S2    | Gabriel Araújo · البرازيل                     | Vladimir Danilenko · الرياضيون البارالمبيون المحايدين | Alberto Abarza · تشيلي                             |
| 200 م | S3    | Umut Ünlü · تركيا                             | Denys Ostapchenko · أوكرانيا                          | Serhii Palamarchuk · أوكرانيا                      |
| 200 م | S4    | Ami Omer Dadaon · إسرائيل                     | Roman Zhdanov · الرياضيون البارالمبيون المحايدين      | Takayuki Suzuki · اليابان                          |
| 200 م | S5    | Francesco Bocciardo · إيطاليا                 | Kirill Pulver · الرياضيون البارالمبيون المحايدين      | Oleksandr Komarov · أوكرانيا                       |
| 200 م | S14   | William Ellard · بريطانيا العظمى              | Nicholas Bennett · كندا                               | Jack Ireland · أستراليا                            |
| 400 م | S6    | Talisson Glock · البرازيل                     | Antonio Fantin · إيطاليا                              | Jesús Alberto Gutiérrez Bermúdez · المكسيك         |
| 400 م | S7    | Federico Bicelli · إيطاليا                    | Andrii Trusov · أوكرانيا                              | Iñaki Basiloff · الأرجنتين                         |
| 400 م | S8    | Alberto Amodeo · إيطاليا                      | Reid Maxwell · كندا                                   | Andrei Nikolaev · الرياضيون البارالمبيون المحايدين |
| 400 م | S9    | Ugo Didier · فرنسا                            | Simone Barlaam · إيطاليا                              | Brenden Hall · أستراليا                            |
| 400 م | S11   | David Kratochvil · جمهورية التشيك             | Rogier Dorsman · هولندا                               | Uchu Tomita · اليابان                              |
| 400 م | S13   | إيهار بوكي · الرياضيون البارالمبيون المحايدين | Alex Portal · فرنسا                                   | Kylian Portal · فرنسا                              |

سباحة الظهر
| الحدث | الفئة | الذهبية                                              | الفضية                                                | البرونزية                                          |
| ----- | ----- | ---------------------------------------------------- | ----------------------------------------------------- | -------------------------------------------------- |
| 50 م  | S1    | Kamil Otowski · بولندا                               | Francesco Bettella · إيطاليا                          | Anton Kol · أوكرانيا                               |
| 50 م  | S2    | Gabriel Araújo · البرازيل                            | Vladimir Danilenko · الرياضيون البارالمبيون المحايدين | Alberto Abarza · تشيلي                             |
| 50 م  | S3    | Denys Ostapchenko · أوكرانيا                         | Josia Topf · ألمانيا                                  | Serhii Palamarchuk · أوكرانيا                      |
| 50 م  | S4    | Roman Zhdanov · الرياضيون البارالمبيون المحايدين     | Ángel de Jesús Camacho Ramírez · المكسيك              | Arnošt Petráček · جمهورية التشيك                   |
| 50 م  | S5    | Yuan Weiyi · الصين                                   | Guo Jincheng · الصين                                  | Wang Lichao · الصين                                |
| 100 م | S1    | Kamil Otowski · بولندا                               | Anton Kol · أوكرانيا                                  | Francesco Bettella · إيطاليا                       |
| 100 م | S2    | Gabriel Araújo · البرازيل                            | Vladimir Danilenko · الرياضيون البارالمبيون المحايدين | Alberto Abarza · تشيلي                             |
| 100 م | S6    | Yang Hong · الصين                                    | Wang Jingang · الصين                                  | Dino Sinovčić · كرواتيا                            |
| 100 م | S7    | Yurii Shenhur · أوكرانيا                             | Andrii Trusov · أوكرانيا                              | Federico Bicelli · إيطاليا                         |
| 100 م | S8    | Iñigo Llopis Sanz · إسبانيا                          | Kota Kubota · اليابان                                 | Mark Malyar · إسرائيل                              |
| 100 م | S9    | Yahor Shchalkanau · الرياضيون البارالمبيون المحايدين | Ugo Didier · فرنسا                                    | Bogdan Mozgovoi · الرياضيون البارالمبيون المحايدين |
| 100 م | S10   | Olivier van de Voort · هولندا                        | Stefano Raimondi · إيطاليا                            | Thomas Gallagher · أستراليا                        |
| 100 م | S11   | Mykhailo Serbin · أوكرانيا                           | David Kratochvil · جمهورية التشيك                     | Danylo Chufarov · أوكرانيا                         |
| 100 م | S12   | Stephen Clegg · بريطانيا العظمى                      | Raman Salei · أذربيجان                                | Iaroslav Denysenko · أوكرانيا                      |
| 100 م | S13   | إيهار بوكي · الرياضيون البارالمبيون المحايدين        | Vladimir Sotnikov · الرياضيون البارالمبيون المحايدين  | Alex Portal · فرنسا                                |
| 100 م | S14   | Benjamin Hance · أستراليا                            | Gabriel Bandeira · البرازيل                           | Mark Tompsett · بريطانيا العظمى                    |

سباحة الصدر
| الحدث | الفئة | الذهبية                                              | الفضية                          | البرونزية                        |
| ----- | ----- | ---------------------------------------------------- | ------------------------------- | -------------------------------- |
| 50 م  | SB2   | Arnulfo Castorena · المكسيك                          | Ismail Barlov · البوسنة والهرسك | غرانت باترسون · أستراليا         |
| 50 م  | SB3   | Takayuki Suzuki · اليابان                            | Efrem Morelli · إيطاليا         | Miguel Luque · إسبانيا           |
| 100 م | SB4   | Dmitrii Cherniaev · الرياضيون البارالمبيون المحايدين | Antonios Tsapatakis · اليونان   | Manuel Bortuzzo · إيطاليا        |
| 100 م | SB5   | Leo McCrea · سويسرا                                  | Antoni Ponce Bertran · إسبانيا  | Danylo Semenykhin · أوكرانيا     |
| 100 م | SB6   | Yang Hong · الصين                                    | Nelson Crispín · كولومبيا       | Ievgenii Bogodaiko · أوكرانيا    |
| 100 م | SB8   | Andrei Kalina · الرياضيون البارالمبيون المحايدين     | Yang Guanglong · الصين          | Carlos Serrano Zárate · كولومبيا |
| 100 م | SB9   | Stefano Raimondi · إيطاليا                           | Hector Denayer · فرنسا          | Maurice Wetekam · ألمانيا        |
| 100 م | SB11  | Rogier Dorsman · هولندا                              | Yang Bozun · الصين              | Danylo Chufarov · أوكرانيا       |
| 100 م | SB13  | Olivier van de Voort · هولندا                        | Stefano Raimondi · إيطاليا      | Thomas Gallagher · أستراليا      |
| 100 م | SB14  | Nicholas Bennett · كندا                              | Jake Michel · أستراليا          | Naohide Yamaguchi · اليابان      |

فراشة
| الحدث | الفئة | الذهبية                                       | الفضية                                           | البرونزية                                         |
| ----- | ----- | --------------------------------------------- | ------------------------------------------------ | ------------------------------------------------- |
| 50 م  | S5    | Guo Jincheng · الصين                          | Yuan Weiyi · الصين                               | Wang Lichao · الصين                               |
| 50 م  | S6    | Wang Jingang · الصين                          | Nelson Crispín · كولومبيا                        | Laurent Chardard · فرنسا                          |
| 50 م  | S7    | Andrii Trusov · أوكرانيا                      | Carlos Serrano Zárate · كولومبيا                 | Egor Efrosinin · الرياضيون البارالمبيون المحايدين |
| 100 م | S8    | Alberto Amodeo · إيطاليا                      | Wu Hongliang · الصين                             | Yang Guanglong · الصين                            |
| 100 م | S9    | Simone Barlaam · إيطاليا                      | تيموثي هودج · أستراليا                           | Lewis Bishop · أستراليا                           |
| 100 م | S10   | Stefano Raimondi · إيطاليا                    | Ihor Nimchenko · أوكرانيا                        | Alex Saffy · أستراليا                             |
| 100 م | S11   | Keiichi Kimura · اليابان                      | Danylo Chufarov · أوكرانيا                       | Uchu Tomita · اليابان                             |
| 100 م | S12   | Stephen Clegg · بريطانيا العظمى               | Dzmitry Salei · الرياضيون البارالمبيون المحايدين | Raman Salei · أذربيجان                            |
| 100 م | S13   | إيهار بوكي · الرياضيون البارالمبيون المحايدين | Alex Portal · فرنسا                              | Enrique José Alhambra Mollar · إسبانيا            |
| 100 م | S14   | Alexander Hillhouse · الدنمارك                | William Ellard · بريطانيا العظمى                 | Gabriel Bandeira · البرازيل                       |

مختلط فردي
| الحدث | الفئة | الذهبية                                          | الفضية                        | البرونزية                                            |
| ----- | ----- | ------------------------------------------------ | ----------------------------- | ---------------------------------------------------- |
| 150 م | SM3   | Josia Topf · ألمانيا                             | أحمد كيلي · أستراليا          | غرانت باترسون · أستراليا                             |
| 150 م | SM4   | Roman Zhdanov · الرياضيون البارالمبيون المحايدين | Ami Omer Dadaon · إسرائيل     | Angel de Jesus Camacho Ramirez · المكسيك             |
| 200 م | SM6   | Yang Hong · الصين WR                             | Nelson Crispín · كولومبيا     | Talisson Glock · البرازيل                            |
| 200 م | SM7   | Iñaki Basiloff · الأرجنتين                       | Andrii Trusov · أوكرانيا      | Ievgenii Bogodaiko · أوكرانيا                        |
| 200 م | SM8   | Xu Haijiao · الصين                               | Yang Guanglong · الصين        | Diogo Cancela · البرتغال                             |
| 200 م | SM9   | تيموثي هودج · أستراليا                           | Ugo Didier · فرنسا            | Hector Denayer · فرنسا                               |
| 200 م | SM10  | Stefano Raimondi · إيطاليا                       | Col Pearse · أستراليا         | Ihor Nimchenko · أوكرانيا                            |
| 200 م | SM11  | Rogier Dorsman · هولندا                          | Danylo Chufarov · أوكرانيا    | David Kratochvil · جمهورية التشيك                    |
| 200 م | SM13  | إيهار بوكي · الرياضيون البارالمبيون المحايدين    | Alex Portal · فرنسا           | Vladimir Sotnikov · الرياضيون البارالمبيون المحايدين |
| 200 م | SM14  | Nicholas Bennett · كندا                          | Rhys Darbey · بريطانيا العظمى | Ricky Betar · أستراليا                               |

### سيدات
حر
| الحدث | الفئة | الذهبية                                             | الفضية                                       | البرونزية                                                |
| ----- | ----- | --------------------------------------------------- | -------------------------------------------- | -------------------------------------------------------- |
| 50 م  | S4    | Leanne Smith · الولايات المتحدة                     | Tanja Scholz · ألمانيا                       | Rachael Watson · أستراليا                                |
| 50 م  | S6    | Jiang Yuyan · الصين                                 | Ellie Marks · الولايات المتحدة               | Anna Hontar · أوكرانيا                                   |
| 50 م  | S8    | Alice Tai · بريطانيا العظمى                         | Cecília Jerônimo de Araújo · البرازيل        | Viktoriia Ishchiulova · الرياضيون البارالمبيون المحايدين |
| 50 م  | S10   | Chen Yi · الصين                                     | Christie Raleigh Crossley · الولايات المتحدة | Aurélie Rivard · كندا                                    |
| 50 م  | S11   | Ma Jia · الصين                                      | Karolina Pelendritou · قبرص                  | Maryna Piddubna · أوكرانيا                               |
| 50 م  | S13   | Carol Santiago · البرازيل                           | Gia Pergolini · الولايات المتحدة             | Carlotta Gilli · إيطاليا                                 |
| 100 م | S3    | Leanne Smith · الولايات المتحدة                     | Marta Fernández Infante · إسبانيا            | Rachael Watson · أستراليا                                |
| 100 م | S5    | Tully Kearney · بريطانيا العظمى                     | Iryna Poida · أوكرانيا                       | Monica Boggioni · إيطاليا                                |
| 100 م | S7    | Jiang Yuyan · الصين                                 | Morgan Stickney · الولايات المتحدة           | Giulia Terzi · إيطاليا                                   |
| 100 م | S9    | Alexa Leary · أستراليا                              | Christie Raleigh-Crossley · الولايات المتحدة | Mariana Ribeiro · البرازيل                               |
| 100 م | S10   | Emeline Pierre · فرنسا                              | Aurelie Rivard · كندا                        | Alessia Scortechini · إيطاليا                            |
| 100 م | S11   | Daria Lukianenko · الرياضيون البارالمبيون المحايدين | Liesette Bruinsma · هولندا                   | Zhang Xiaotong · الصين                                   |
| 100 م | S12   | Carol Santiago · البرازيل                           | Anna Stetsenko · أوكرانيا                    | Ayano Tsujiuchi · اليابان                                |
| 200 م | S5    | Tully Kearney · بريطانيا العظمى                     | Iryna Poida · أوكرانيا                       | Monica Boggioni · إيطاليا                                |
| 200 م | S14   | فاليريا شابالينا · الرياضيون البارالمبيون المحايدين | Poppy Maskill · بريطانيا العظمى              | Louise Fiddes · بريطانيا العظمى                          |
| 400 م | S6    | Jiang Yuyan · الصين                                 | Nora Meister · سويسرا                        | Maisie Summers-Newton · بريطانيا العظمى                  |
| 400 م | S7    | Morgan Stickney · الولايات المتحدة                  | McKenzie Coan · الولايات المتحدة             | Giulia Terzi · إيطاليا                                   |
| 400 م | S8    | جيسيكا لونغ · الولايات المتحدة                      | Alice Tai · بريطانيا العظمى                  | Xenia Palazzo · إيطاليا                                  |
| 400 م | S9    | Zsófia Konkoly · المجر                              | Lakeisha Patterson · أستراليا                | Vittoria Bianco · إيطاليا                                |
| 400 م | S10   | Aurélie Rivard · كندا                               | Alexandra Truwit · الولايات المتحدة          | Bianka Pap · المجر                                       |
| 400 م | S11   | Liesette Bruinsma · هولندا                          | Zhang Xiaotong · الصين                       | Daria Lukianenko · الرياضيون البارالمبيون المحايدين      |
| 400 م | S13   | Olivia Chambers · الولايات المتحدة                  | Carlotta Gilli · إيطاليا                     | Anna Stetsenko · أوكرانيا                                |

سباحة الظهر
| الحدث | الفئة | الذهبية                                      | الفضية                                                   | البرونزية                                           |
| ----- | ----- | -------------------------------------------- | -------------------------------------------------------- | --------------------------------------------------- |
| 50 م  | S2    | Yip Pin Xiu · سنغافورة                       | Haideé Aceves · المكسيك                                  | تريزا بيراليس · إسبانيا                             |
| 50 م  | S3    | Ellie Challis · بريطانيا العظمى              | Zoia Shchurova · الرياضيون البارالمبيون المحايدين        | Marta Fernández Infante · إسبانيا                   |
| 50 م  | S4    | Alexandra Stamatopoulou · اليونان            | Gina Böttcher · ألمانيا                                  | Lídia Vieira da Cruz · البرازيل                     |
| 50 م  | S5    | Lu Dong · الصين                              | He Shenggao · الصين                                      | Liu Yu · الصين                                      |
| 100 م | S2    | Yip Pin Xiu · سنغافورة                       | Haideé Aceves · المكسيك                                  | Angela Procida · إيطاليا                            |
| 100 م | S6    | Jiang Yuyan · الصين                          | Ellie Marks · الولايات المتحدة                           | Shelby Newkirk · كندا                               |
| 100 م | S8    | Alice Tai · بريطانيا العظمى                  | Viktoriia Ishchiulova · الرياضيون البارالمبيون المحايدين | Mira Jeanne Maack · ألمانيا                         |
| 100 م | S9    | Christie Raleigh-Crossley · الولايات المتحدة | Núria Marquès Soto · إسبانيا                             | Mariana Ribeiro · البرازيل                          |
| 100 م | S10   | Bianka Pap · المجر                           | Alexandra Truwit · الولايات المتحدة                      | Emeline Pierre · فرنسا                              |
| 100 م | S11   | Cai Liwen · الصين                            | Li Guizhi · الصين                                        | Daria Lukianenko · الرياضيون البارالمبيون المحايدين |
| 100 م | S12   | Carol Santiago · البرازيل                    | Anna Stetsenko · أوكرانيا                                | María Delgado Nadal · إسبانيا                       |
| 100 م | S13   | Gia Pergolini · الولايات المتحدة             | Roisin Ni Riain · جزيرة أيرلندا                          | Carlotta Gilli · إيطاليا                            |
| 100 م | S14   | Poppy Maskill · بريطانيا العظمى              | فاليريا شابالينا · الرياضيون البارالمبيون المحايدين      | Olivia Newman-Baronius · بريطانيا العظمى            |

سباحة الصدر
| الحدث | الفئة | الذهبية                                             | الفضية                             | البرونزية                                                |
| ----- | ----- | --------------------------------------------------- | ---------------------------------- | -------------------------------------------------------- |
| 50 م  | SB3   | Monica Boggioni · إيطاليا                           | Patrícia Pereira · البرازيل        | Marta Fernández Infante · إسبانيا                        |
| 100 م | SB4   | Giulia Ghiretti · إيطاليا                           | Fanni Illés · المجر                | Cheng Jiao · الصين                                       |
| 100 م | SB5   | Grace Harvey · بريطانيا العظمى                      | Zhang Li · الصين                   | Anna Hontar · أوكرانيا                                   |
| 100 م | SB6   | Maisie Summers-Newton · بريطانيا العظمى             | Liu Daomin · الصين                 | Ng Cheuk-yan · هونغ كونغ                                 |
| 100 م | SB7   | Mariia Pavlova · الرياضيون البارالمبيون المحايدين   | Iona Winnifrith · بريطانيا العظمى  | Tess Routliffe · كندا                                    |
| 100 م | SB8   | Anastasiya Dmytriv · إسبانيا                        | Brock Whiston · بريطانيا العظمى    | Viktoriia Ishchiulova · الرياضيون البارالمبيون المحايدين |
| 100 م | SB9   | Chantalle Zijderveld · هولندا                       | Zhang Meng · الصين                 | Lisa Kruger · هولندا                                     |
| 100 م | SB11  | Daria Lukianenko · الرياضيون البارالمبيون المحايدين | Ma Jia · الصين                     | Karolina Pelendritou · قبرص                              |
| 100 م | SB12  | Elena Krawzow · ألمانيا                             | Carol Santiago · البرازيل          | Zheng Jietong · الصين                                    |
| 100 م | SB13  | Rebecca Redfern · بريطانيا العظمى                   | Olivia Chambers · الولايات المتحدة | Colleen Young · الولايات المتحدة                         |
| 100 م | SB14  | Louise Fiddes · بريطانيا العظمى                     | Débora Carneiro · البرازيل         | Beatriz Carneiro · البرازيل                              |

فراشة
| الحدث | الفئة | الذهبية                                      | الفضية                                                   | البرونزية                                           |
| ----- | ----- | -------------------------------------------- | -------------------------------------------------------- | --------------------------------------------------- |
| 50 م  | S5    | Lu Dong · الصين                              | He Shenggao · الصين                                      | Sevilay Öztürk · تركيا                              |
| 50 م  | S6    | Jiang Yuyan · الصين                          | Liu Daomin · الصين                                       | Mayara Petzold · البرازيل                           |
| 50 م  | S7    | Danielle Dorris · كندا                       | Mallory Weggemann · الولايات المتحدة                     | Giulia Terzi · إيطاليا                              |
| 100 م | S8    | جيسيكا لونغ · الولايات المتحدة               | Viktoriia Ishchiulova · الرياضيون البارالمبيون المحايدين | Alice Tai · بريطانيا العظمى                         |
| 100 م | S9    | Christie Raleigh-Crossley · الولايات المتحدة | Zsófia Konkoly · المجر                                   | Emily Beecroft · أستراليا                           |
| 100 م | S10   | Faye Rogers · بريطانيا العظمى                | Callie-Ann Warrington · بريطانيا العظمى                  | Katie Cosgriffe · كندا                              |
| 100 م | S13   | Carlotta Gilli · إيطاليا                     | Grace Nuhfer · الولايات المتحدة                          | Muslima Odilova · أوزبكستان                         |
| 100 م | S14   | Poppy Maskill · بريطانيا العظمى              | Chan Yui-lam · هونغ كونغ                                 | فاليريا شابالينا · الرياضيون البارالمبيون المحايدين |

مختلط فردي
| الحدث | الفئة | الذهبية                                             | الفضية                                                   | البرونزية                        |
| ----- | ----- | --------------------------------------------------- | -------------------------------------------------------- | -------------------------------- |
| 150 م | SM4   | Tanja Scholz · ألمانيا                              | Nataliia Butkova · الرياضيون البارالمبيون المحايدين      | Lídia Vieira da Cruz · البرازيل  |
| 200 م | SM5   | He Shenggao · الصين                                 | Lu Dong · الصين                                          | Cheng Jiao · الصين               |
| 200 م | SM6   | Maisie Summers-Newton · بريطانيا العظمى             | Ellie Marks · الولايات المتحدة                           | Liu Daomin · الصين               |
| 200 م | SM7   | Mallory Weggemann · الولايات المتحدة                | Tess Routliffe · كندا                                    | Julia Gaffney · الولايات المتحدة |
| 200 م | SM8   | Brock Whiston · بريطانيا العظمى                     | Viktoriia Ishchiulova · الرياضيون البارالمبيون المحايدين | Alice Tai · بريطانيا العظمى      |
| 200 م | SM9   | Zsófia Konkoly · المجر                              | Núria Marquès Soto · إسبانيا                             | Anastasiya Dmytriv · إسبانيا     |
| 200 م | SM10  | Zhang Meng · الصين                                  | Bianka Pap · المجر                                       | Lisa Kruger · هولندا             |
| 200 م | SM11  | Daria Lukianenko · الرياضيون البارالمبيون المحايدين | Ma Jia · الصين                                           | Cai Liwen · الصين                |
| 200 م | SM13  | Carlotta Gilli · إيطاليا                            | Olivia Chambers · الولايات المتحدة                       | Róisín Ní Ríain · جزيرة أيرلندا  |
| 200 م | SM14  | فاليريا شابالينا · الرياضيون البارالمبيون المحايدين | Poppy Maskill · بريطانيا العظمى                          | Aira Kinoshita · اليابان         |

### تتابع مختلط
| الحدث     | الفئة             | الذهبية | الفضية                                                                                        | البرونزية |
| --------- | ----------------- | --- | --------------------------------------------------------------------------------------------- | --- |
| 4 x 50 م  | Freestyle 20 نقطة | الصين WR · Peng Qiuping · Yuan Weiyi · Jiang Yuyan · Guo Jincheng · Wang Lichao* · He Shenggao* · Lu Dong*            | الولايات المتحدة · Abbas Karimi · Elizabeth Marks · Zachary Shattuck · Leanne Smith           | البرازيل · Talisson Glock · Patrícia Pereira · Lídia Vieira da Cruz · Daniel Xavier · Samuel de Oliveira*                          |
| 4 x 50 م  | Medley 20 نقطة    | الصين WR · Lu Dong · Zhang Li · Wang Lichao · Guo Jincheng · Zou Liankang* · Yao Cuan* · Wang Jingang* · Jiang Yuyan* | الولايات المتحدة · Elizabeth Marks · Morgan Ray · Abbas Karimi · Leanne Smith                 | أوكرانيا · Yaroslav Semenenko · Anna Hontar · Oleksandr Komarov · Iryna Poida · Denys Ostapchenko* · Veronika Korzhova*            |
| 4 x 100 م | S14               | بريطانيا العظمى · William Ellard · Rhys Darbey · Poppy Maskill · Olivia Newman-Baronius                               | أستراليا · Jack Ireland · Madeleine McTernan · Ruby Storm · Benjamin Hance                    | البرازيل · Arthur Xavier · Gabriel Bandeira · Beatriz Carneiro · Ana Karolina Soares                                               |
| 4 x 100 م | VI 49pts          | أوكرانيا · Maryna Piddubna · Oleksii Virchenko · Anna Stetsenko · Yaroslav Denysenko                                  | البرازيل · Matheus Rheine · Douglas Matera · Lucilene da Silva Sousa · Carol Santiago         | إسبانيا · خوسيه رامون كانتيرا ألفيرا · Maria Delgado Nadal · Emma Feliu Martin · Enrique José Alhambra Mollar                      |
| 4 x 100 م | Freestyle 34pts   | إيطاليا WR · Stefano Raimondi · Giulia Terzi · Xenia Palazzo · Simone Barlaam                                         | أستراليا · Alexa Leary · Callum Simpson · Chloe Osborn · روان كراذرز                          | الولايات المتحدة · Matthew Torres · Noah Jaffe · Natalie Sims · Christie Raleigh-Crossley                                          |
| 4 x 100 م | Medley 34pts      | أستراليا · جيسي أونغلس · تيموثي هودج · Emily Beecroft · Alexa Leary · Keira Stephens · Callum Simpson                 | هولندا · Olivier van de Voort · Chantalle Zijderveld · Florianne Bultje · Thijs van Hofweegen | إسبانيا · Núria Marquès Soto · Oscar Salguero Galisteo · Iñigo Llopis Sanz · Sarai Gascon · Anastasiya Dmytriv · José Antonio Mari |

## روابط خارجية
- النتائج